# Qadria rubronotata
Qadria rubronotata är en insektsart som först beskrevs av William Lucas Distant 1918.  Qadria rubronotata ingår i släktet Qadria och familjen dvärgstritar. Inga underarter finns listade i Catalogue of Life.